# Хубер, Томас (художник)
Томас Хубер (нем. Thomas Huber; род. 1955, Цюрих) — современный швейцарский художник.

## Жизнь и творчество
Томас Хубер изучал живопись в 1977—1978 годы в базельской школе прикладного искусства, в 1979 году учился в Королевском художественном колледже в Лондоне, в 1980—1983 годы окончил Академию художеств Дюссельдорфа.
В своих работах Т. Хубер проводит смелые эксперименты с внутренним пространством, переносит зрителя в такие места, где наша пространственная реальность подвергается сомнению. В центре его произведений стоит вопрос художественной композиции, который решает не только сам автор, но и сторонний наблюдатель. Сам художник о своём творчестве выражался следующим образом: 
«Мои картины показывают некие помещения, пространства. Их можно видеть но, как будто закрытые прозрачным стеклом, они недостижимы. Картина — это неисполнимое обещание, это выстраданный, трагический символ. Если бы я имел возможность войти в мир моего полотна — мог ли бы я там найти себе место?».
«Я объединяю различные несвязанные медиа в единую картину. Часто использую найденные предметы, а также рисунки, каракули и заметки, сделанные другими.»
В 2000—2002 годах Томас Хубер — председатель Союза немецких художников.
Большая выставка работ Т. Хубера организована с 17 января по 19 апреля 2009 года в музее искусств города Тюбингена, (Германия).

## Награды
- 1987 — премия Рейнбрюкке города Базеля (Швейцария)
- 1993 — премия искусств Цюриха
- 1995 — художественной премия земли Нижняя Саксония (Германия)

## Избранные полотна
- «На этом полотне…», 2003, Вупперталь, частное собрание
- «Мастерская художника», 2007, Дюссельдорф, частное собрание
- «Витрина», 2006, Париж, галерея Луи Карре
- «Вход с вывеской», 2002, Лондон, частное собрание
- «Большие ромбы», 2005, Колоньи (Швейцария), частное собрание.